# Ganjdundwara
Ganjdundwara ist eine Stadt im indischen Bundesstaat Uttar Pradesh.
Die Stadt ist Teil des Distrikts Kasganj. Ganjdundwara hat den Status eines Nagar Palika Parishad. Die Stadt ist in 25 Wards gegliedert. Sie hatte am Stichtag der Volkszählung 2011 insgesamt 45.385 Einwohner, von denen 23.801 Männer und 21.584 Frauen waren.
Ganjdundwara liegt an der elektrifizierten Eisenbahnlinie Kanpur-Kasganj-Mathura. Züge fahren in verschiedene größere Städte.